# Litania do św. Franciszka z Asyżu
Litania do św. Franciszka z Asyżu – litania odmawiana w Kościele katolickim przez czcicieli św. Franciszka z Asyżu.
Litania odmawiana jest przede wszystkim w kościołach i kaplicach związanych z zakonem franciszkańskim oraz w kościołach parafialnych, w których obecny jest szczególny kult świętego, np. w grupach tercjarskich. Litania posiada dwie wersje: krótszą i dłuższą. Litanię odmawia się zwyczajowo w czwartki, gdyż jest to dzień, w którym szczególnie czczony jest Biedaczyna z Asyżu. Litanię można również śpiewać na różne melodie, w zależności od tradycji zakonnych i regionalnych. Jednym z autorów melodii do Litanii do św. Franciszka jest śląski kompozytor o. Ansgary Malina OFM.